# Waldstätte

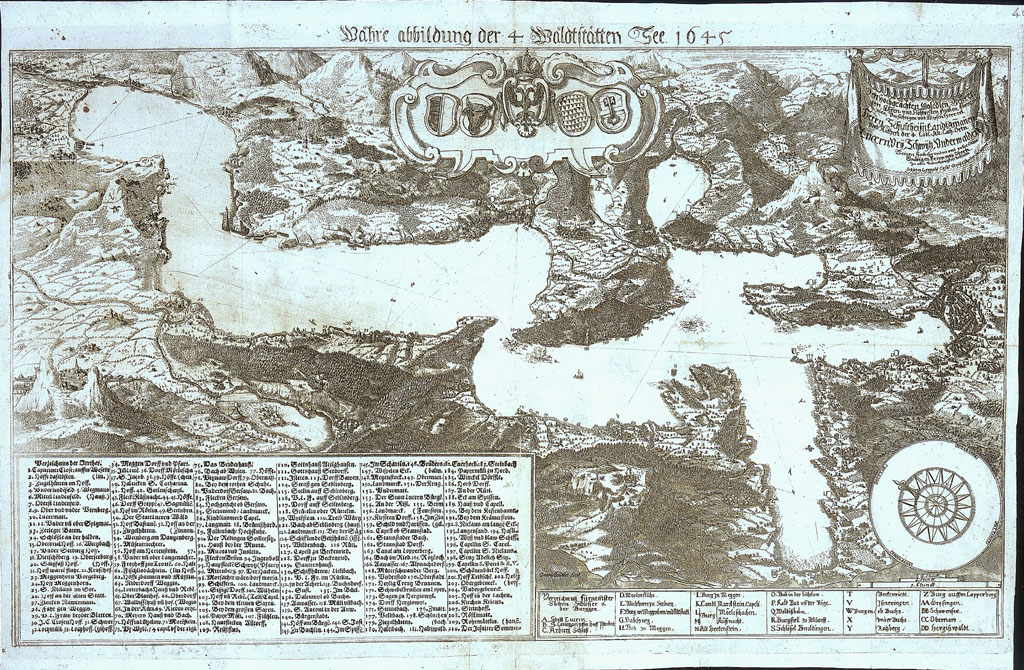
Carta dei quattro Paesi forestali, 1645

I Paesi forestali, in tedesco Waldstätte, sono i tre cantoni della Confederazione svizzera primitiva, cioè i cantoni Uri, Svitto e Untervaldo, alleatisi dalla fine del XIII secolo, per convenzione dal 1º agosto 1291. Anche il cantone di Glarona fu menzionato una volta come Waldstatt insieme a Svitto nel 1323, mentre solo nel XV secolo si iniziò a parlare di Lucerna come "quarto Waldstatt", sebbene fosse un cantone cittadino e non rurale. Questa nuova denominazione divenne di uso comune, tanto che nel XVI secolo il lago di Lucerna fu rinominato Lago dei Quattro Cantoni (Vierwaldstättersee, lett. "Lago dei quattro Paesi forestali").